# Peruviaanse algemene verkiezingen 1990
De Peruviaanse algemene verkiezingen in 1990 vonden plaats op 8 april, waarbij er een tweede ronde volgde op 10 juni. Tijdens deze verkiezingen werden een nieuwe president, een nieuw parlement en twee vicepresidenten gekozen. 
De verkiezingen gingen tussen de romanschrijver Mario Vargas Llosa die de alliantie Democratisch Front (Fredemo) aanvoerde en de outsider Alberto Fujimori met zijn partij Verandering 90. Vargas won de eerste ronde, maar verloor in de tweede ronde met grote afstand van Fujimori die gekozen werd tot president van Peru. Tot vicepresidenten van Peru werden Máximo San Román Cáceres en Carlos García y García gekozen.

## Uitslag

### Presidentsverkiezingen
| Kandidaat                | Alliantie/partij                               | Eerste ronde | Eerste ronde | Tweede ronde | Tweede ronde |
| Kandidaat                | Alliantie/partij                               | Stemmen      | %            | Stemmen      | %            |
| ------------------------ | ---------------------------------------------- | ------------ | ------------ | ------------ | ------------ |
| Mario Vargas Llosa       | Democratisch Front (Fredemo)                   | 2.163.323    | 32,6         | 2.708.291    | 37,6         |
| Alberto Fujimori         | Verandering 90                                 | 1.932.208    | 29,1         | 4.478.897    | 62,4         |
| Luís Alva Castro         | Amerikaanse Populaire Revolutionaire Alliantie | 1.494.231    | 22,5         |              |              |
| Henry Pease              | Verenigd Links                                 | 544.889      | 8,2          |              |              |
| Alfonso Barrantes Lingán | Socialistisch Links                            | 315.038      | 4,7          |              |              |
| Roger Cáceres Velásquez  | Nationaal Front van Arbeiders en Boeren        | 86.418       | 1,3          |              |              |
| Ezequiel Atacusi Gamonal | Agrarisch Volksfront van Peru                  | 73.974       | 1,1          |              |              |
| Dora Larrea del Castillo | Odriïstische Nationale Unie                    | 21.962       | 0,3          |              |              |
| Ongeldige stemmen        | Ongeldige stemmen                              | 1.195.532    | -            | 760.044      | -            |
| Totaal                   | Totaal                                         | 7.837.116    | 100          | 7.958.232    | 100          |
| Geregistreerde kiezers   | Geregistreerde kiezers                         | 10.013.225   | 78,3         | 10.007.614   | 79,5         |

### Kamer van Afgevaardigden
Hieronder volgt een overzicht van partijen en allianties die meer dan 1% van de stemmen behaalden:
| Alliantie/partij                                                  | Stemmen    | %    | Zetels | +/-   |
| ----------------------------------------------------------------- | ---------- | ---- | ------ | ----- |
| Democratisch Front (Fredemo)                                      | 1.492.513  | 30,1 | 62     | +40   |
| Amerikaanse Populaire Revolutionaire Alliantie                    | 1.240.395  | 25,0 | 53     | -54   |
| Verandering 90                                                    | 819.527    | 16,5 | 32     | Nieuw |
| Verenigd Links                                                    | 497.764    | 10,0 | 16     | -32   |
| Onafhankelijk Moralisatiefront (Frente Independiente Moralizador) |            |      | 7      | Nieuw |
| Socialistisch Links                                               | 264.147    | 5,3  | 4      | Nieuw |
| Nationaal Front van Arbeiders en Boeren                           | 124.544    | 2,5  | 3      | +2    |
| Agrarisch Volksfront van Peru                                     | 62.955     | 1,3  | 0      | Nieuw |
| Ongeldige stemmen                                                 | 1.857.066  | -    | -      | -     |
| Totaal                                                            | 6.818.536  | 100  | 180    | 0     |
| Geregistreerde kiezers                                            | 10.012.325 | 68,1 | -      | -     |

### Senaat
Hieronder volgt een overzicht van partijen en allianties die meer dan 1% van de stemmen behaalden:
| Alliantie/partij                               | Stemmen    | %    | Zetels | +/-   |
| ---------------------------------------------- | ---------- | ---- | ------ | ----- |
| Democratisch Front (Fredemo)                   | 1,791,077  | 32,3 | 19     | +6    |
| Amerikaanse Populaire Revolutionaire Alliantie | 1,390,954  | 25,1 | 16     | -14   |
| Verandering 90                                 | 1,240,132  | 21,7 | 14     | Nieuw |
| Verenigd Links                                 | 542,049    | 9,8  | 6      | -9    |
| Socialistisch Links                            | 303,216    | 5,5  | 3      | Nieuw |
| Nationaal Front van Arbeiders en Boeren        | 112,388    | 2,0  | 1      | 0     |
| Agrarisch Volksfront van Peru                  | 63,879     | 1,2  | 0      | Nieuw |
| Ongeldige stemmen                              | 1,336,270  | -    | -      | -     |
| Totaal                                         | 6,875,950  | 100  | 62     | +1    |
| Geregistreerde kiezers                         | 10,012,325 | 68,7 | -      | -     |